# Les Haies
Les Haies este o comună în departamentul Rhône din sud-estul Franței. În 2009 avea o populație de 731 de locuitori.

## Evoluția populației
| An        | 1975 | 1982 | 1990 | 1999 | 2006 | 2009 |
| --------- | ---- | ---- | ---- | ---- | ---- | ---- |
| Populație | 376  | 501  | 594  | 608  | 712  | 731  |